# Макаров, Виктор Васильевич
Макаров Виктор Васильевич (Ван Гог современности; 20 марта 1932, Кривой Рог, Днепропетровская область — 1 августа 2018, Тернополь) — советский и украинский художник-экспрессионист, график. Член Национального союза художников Украины (1993), Международного профессионального союза художников, народный мастер живописи.

## Биография
Родился 20 марта 1932 года в городе Кривой Рог Днепропетровской области в семье шахтёра.
С 1946 года в городе Тернополь. С 1948 года работал учеником мастера, с 1949 года — подмастерьем, с 1950 года — мастером по художественному оформлению.
Умер 28 июля 2018 года в Тернополе, где и похоронен 2 июля на городском кладбище на Львовской.

## Творческая деятельность
Обучался у Алексея Завадцева и Виктора Павлова.
Автор пейзажей, портретов в стиле постимпрессионизма. Работы хранятся в Тернопольском художественном и краеведческом музеях, частных коллекциях США, Хорватии, Украины.
Участник городских, областных, всеукраинских и международных выставок с 1955 года. Персональные выставки в городах Тернополе (1982, 1986—1987, 1990, 2002, 2012), Збараж (1987), Кременец (1988).

### Произведения
- Учитель (1976);
- Хлебное поле (1983);
- Вечность (1987);
- Ветеран труда (1989);
- Андрейка, Иванко (1991);
- Река Серет (2005);
- Весна в Тернополе (2015);
- Зима в парке Топильче (2016);
- Окрестности Тернополя (серия, 2000—2012).

## Память
В 2019 году внучка Кристина Боднарук инициировала выставку «Виктор Макаров 1932—2018 гг. Мемориальная выставка» в Тернопольском областном художественном музее.